# روبرت موريس (ممثل)
روبرت موريس (بالإنجليزية: Robert Morris)‏ هو ممثل بريطاني، ولد في 31 أغسطس 1940 في المملكة المتحدة.

## أعمال

### أفلام
- (1955) شرق عدن[1][2][3]

## وصلات خارجية
- روبرت موريس على موقع IMDb (الإنجليزية)
- روبرت موريس على موقع قاعدة بيانات الفيلم (الإنجليزية)